# استخوان‌ها (فیلم ۲۰۰۱)
«استخوان‌ها» (انگلیسی: Bones (2001 film)) فیلمی در ژانر ترسناک و اسلشر به کارگردانی ارنست دیکرسون است که در سال ۲۰۰۱ منتشر شد. از بازیگران آن می‌توان به اسنوپ داگ، پم گریر، کاترین ایزابل، و بیانکا لاسون اشاره کرد.